# IC 2545
IC 2545 (również PGC 29334) – para łączących się ze sobą galaktyk znajdująca się w konstelacji Pompy. Jest oddalona o około 450 milionów lat świetlnych od Ziemi. Odkrył ją DeLisle Stewart 1 maja 1900 roku.
Identyfikacja obiektu IC 2545 nie jest pewna, wiele źródeł za IC 2545 uznaje gwiazdę podwójną.